# Pyrrhura lepida
Pyrrhura lepida là một loài chim trong họ Psittacidae.